# Taraxacum microcranum
Taraxacum microcranum — вид рослин з родини айстрових (Asteraceae), поширений у північній і східній Європі.

## Поширення
Поширений у північній і східній Європі (у т. ч. Україні).